# 松原由昌
松原 由昌（まつばら よしまさ、1955年5月10日 - 2014年3月7日）は、神奈川県出身の元プロ野球選手（投手）。

## 来歴・人物
向の岡工業高を卒業後、東京都水道局に入局。水道局時代は軟式でプレーし、平和島の南部第一支所で各家庭に鉛管を引く工事の監督補佐をしていた。しかし、プロ野球選手になる夢を捨てきれず1974年秋に多摩川グラウンドで行われた読売ジャイアンツの入団テストを受け、見事合格してドラフト外で入団した。それまでは捕手であったが、強肩を買われて投手として採用された。同期入団には、後のエースとなる西本聖や定岡正二などがいた。
しかし、一軍の壁は厚く、1977年オフに巨人を自由契約になりロッテオリオンズに移籍したが実質的には打撃投手を務め、1981年オフに選手登録を外れた。
2014年3月上旬横浜市内でバスに乗車中倒れ、病院に搬送されたが意識は戻ることなく3月7日死去。58歳だった。

## 詳細情報

### 年度別投手成績
- 一軍公式戦出場なし

### 背番号
- 68 （1975年 - 1977年）[1]
- 60 （1978年 - 1986年）[2]